# Lasztókay László
Danéczi Lasztókay László (Nagymihály, 1840. október 11. – Eperjes, 1887. február 13.) főgimnáziumi tanár.

## Élete
Szülei Lasztókay János (1798?-1869) Ung vármegyei másod alispán és Ottlik Mária (1809?-1877) voltak.
A gimnáziumot Ungváron végezte 1858-ban és a papi pályára lépett. A teológiát Szatmárt és Egerben hallgatta, de az egyházi pálya iránt nem érzett hivatást, ezért azt elhagyva a Pesti Egyetem jogi karára iratkozott be. Egy év múlva, atyja kívánságára, az Eperjesi Jogakadémián folytatta tanulmányait, azonban már 1862. január 12-étől az eperjesi kir. kath. főgimnázium tanára lett. Történelmet és földrajzot tanított, majd 1883-1884-ben igazgatóhelyettes is volt. 1887. január 12-én mint jubilánst még üdvözölték kartársai, majd hamarosan elhunyt.
Felesége Vidélyi Fánni (1843?-1895), gyermekei Emma, Margit és Andor voltak. Testvére Lasztókay Béla és Gizella.

## Művei
- 1879 Adatok Eperjes sz. kir. város haditörténetéből a legrégibb időktől az 1711. év végéig. Az eperjesi kir. kath. főgymnasium Értesítője
- 1880 Adalékok Eperjes sz. kir. város egykori kézműipara és kereskedelme történetéhez. Az eperjesi kir. kath. főgymnasium Értesítője
- 1880 Alvinczi Péter halála. Történelmi Tár
- 1881 Eperjes sz. kir. város levéltárában találtató nevezetesebb okiratok ismertetése. Az eperjesi kir. kath. főgymnasium Értesítője
- 1881 Kirándulási füzet. Századok
- 1881 Jelentés Eperjes sz. kir. város levéltáráról. Századok
- 1885 Eperjes város levéltárából. Történelmi Tár
- 1885 Erdélyi fejedelemasszonyok levelei. Történelmi Tár

Kéziratai a Magyar Nemzeti Múzeumban: Eperjes iparára vonatkozó jegyzetek és adatok, 8-r. 26 levél; Művelődéstörténeti adatok Eperjes város multjáról 8-rét 26 levél; Vegyes jegyzetek Eperjes történetére 4-rét 5 levél; Eperjes város határában előforduló növény- és állatvilág rövid ismertetésére vonatkozó jegyzetek, 8-rét 26 levél; Pótjegyzetek Eperjes város történetéhez; Eperjes város történetére vonatkozóak, 8-rét 26 levél; Eperjes város levéltárában gyűjtött adatok, 8-rét 26 levél; Adatok Eperjes történeti multjából a legrégibb időktől Hunyadi Mátyás koráig 1878., ívrét; Adatok Eperjes hadi történetéből, ívrét 36 levél.